# ميخائيل جفانيتسكي
ميخائيل ميخائيلوفيتش جفانيتسكي (مواليد 6 مارس 1934 في أوديسا بجمهورية أوكرانيا الاشتراكية السوفيتية - توفي 6 نوفمبر 2020 )، هو كاتب ساخر وواحد من الذين اتقنوا فن الأداء سوفياتي، أوكراني وروسي.

## روابط خارجية
- الموقع الرسمي
- ميخائيل جفانيتسكي على موقع IMDb (الإنجليزية)
- ميخائيل جفانيتسكي على موقع ميوزك برينز (الإنجليزية)
- ميخائيل جفانيتسكي على موقع ديسكوغز (الإنجليزية)
- ميخائيل جفانيتسكي على موقع قاعدة بيانات الفيلم (الإنجليزية)
- ميخائيل جفانيتسكي على موقع كينوبويسك (الروسية)